# Wybory parlamentarne w Korei Północnej w 2003 roku
Wybory parlamentarne w Korei Północnej w 2003 roku odbyły się w niedzielę 3 sierpnia 2003 i połączone były z wyborami samorządowymi. Koreańczycy wybierali na pięcioletnią kadencję 687 deputowanych do Najwyższego Zgromadzenia Ludowego KRLD oraz 26,650 przedstawicieli do władz lokalnych. Wszyscy kandydaci startujący w wyborach byli członkami koalicji Demokratycznego Frontu na rzecz Zjednoczenia Ojczyzny, na którą składają się:
- Partia Pracy Korei
- Koreańska Partia Socjaldemokratyczna
- Czundoistyczna Partia Czongu

Według oficjalnych danych frekwencja w wyborach wyniosła 99,9%, a każdy zgłoszony kandydat otrzymał 100% głosów.
Obserwatorzy Korei Północnej zwracają jednak uwagę, że w totalitarnej Korei Północnej wybory mają charakter niedemokratyczny i fasadowy, a przez to wybory takie można sklasyfikować jako wybory pokazowe.